# Dancecore
Dancecore är en form av dansmusik som härstammar ifrån Tyskland. Dancecore har ett mycket kommersiellt eurodance-sound med hårda basslingor och svängiga melodier. Dancecore är inte så vanligt kommersiellt i Sverige. En dancecoregrupp har i alla fall nått svenska radiostationer; Cascada.
Begreppet kommer ursprungligen från en albumtitel av musikproducenten Rocco.